# Andy Whitfield
Andy Whitfield (Amlwch, Gales, 17 de octubre de 1971-Sídney, 11 de septiembre de 2011) fue un actor británico que realizó sus primeros trabajos en la televisión australiana. Fue conocido mundialmente al protagonizar la primera temporada de Espartaco: sangre y arena en el rol de Espartaco. Hijo de Robert y Pat Redfield. Estaba casado con Vashti Whitfield y tuvo dos hijos. Murió el 11 de septiembre de 2011 por un linfoma no-Hodgkin (cáncer).

## Biografía
Whitfield nació en Amlwch (Gales) el 17 de octubre de 1971. Más tarde se mudó a Australia en 1999 donde trabajó como ingeniero antes de convertirse en actor. Apareció en varias series de televisión australianas, tales como Opening Up, All Saints, The Strip, Packed to the Rafters y Las hermanas McLeod. Obtuvo su primer papel protagonista en la película de ciencia ficción Gabriel. También apareció en el thriller australiano The Clinic.
En 2010 protagonizó la serie de televisión Spartacus: Blood and Sand, filmada en Nueva Zelanda, en el papel de Espartaco, un soldado condenado a luchar como gladiador y que finalmente lidera una rebelión contra los romanos. Por este papel obtuvo muy buenas críticas y la fama internacional.
En marzo de 2010 le diagnosticaron un linfoma no-Hodgkin, comenzando su tratamiento de inmediato en Nueva Zelanda. Esto retrasó la producción de la segunda temporada de la serie. Finalmente, dado el tratamiento de Whitfield, la producción decidió realizar una precuela (denominada Spartacus: Gods of the arena) a la espera de que el actor pudiese volver al rol de Espartaco. En junio del mismo año se anunció que Whitfield había finalizado completamente su tratamiento y, gozando de buena salud, se esperaba que regresase en octubre al set de filmación de la segunda temporada de Spartacus: Blood and Sand, titulada Espartaco: Venganza, Spartacus: Vengeance.
En septiembre de 2010, sin embargo, se informó que por complicaciones con su cáncer no volvería a encarnar a Espartaco, ya que se había visto obligado a abandonar la serie para dedicarse por completo a su recuperación, al iniciar por segunda vez un tratamiento agresivo. El papel del protagonista en la segunda temporada titulada Espartaco: Venganza (Spartacus: Vengeance), fue asignado a Liam McIntyre. Andy entabló conversaciones con Liam e incluso le dio su bendición para interpretar el papel del gladiador tracio.
Whitfield se enfrentó a complicaciones de su enfermedad y tras 18 meses de lucha, finalmente falleció el domingo 11 de septiembre de 2011 en Sídney, Australia, a los 39 años de edad.
Durante su tratamiento, Andy decidió, junto a su mujer Vashti, filmar un documental muy personal basado en el día a día en su lucha contra el cáncer que padecía. Dirigido por Lilibet Foster, trata sobre vivir el presente intensamente. Andy y Vashti Whitfield se tatuaron Be Here Now cada uno en su brazo y de ahí el título.
Andy empezó a darse cuenta de la falta de información sobre el tratamiento, de los efectos secundarios y del enorme sentimiento de soledad en que se veían inmersos tanto él como su mujer, Vashti. Fue entonces cuando decidió llamar a una gran amiga, Lilibet Foster, e invitarla a seguirle a él y a su familia en lo que sería el último rodaje de su vida. Durante un año las cámaras de vídeo siguieron los pasos de los Whitfield con el único objetivo de compartir estos momentos con otros tantos que, como él, se ven inmersos de una u otra forma en las mismas dudas, miedos, esperanzas... Andy abrió la puerta de su casa a miles de personas de una manera generosa y desinteresada.
"El documental verá la luz porque Andy no tenía problema en reconocer que estaba aterrorizado, o llorar delante de una cámara", desvela Lilibet Foster. Un mensaje que apoya su viuda, Vashti: "Hicimos diarios en vídeo. Tenemos un hombre llorando, 'Estoy aterrorizado, me voy a morir y tengo que dejar a mis hijos'.. Aunque Andy también decía que sólo tienes una vida, y debes hacer que cuente".
"Andy nunca flaqueó, ni una sola vez, a pesar de que el tratamiento fue muy duro y algunas de las experiencias fueron muy duras. Él estaba muy comprometido con el proyecto y sabía lo importante que era, porque decía que esto iba a ser útil e inspiraría a otras personas, y a su vez, le inspiró a él". Agrega Sam Maydew, productor.
El documental termina cerca de dos semanas antes de la muerte de Whitfield el 11 de septiembre de 2011, y su muerte está narrada a través de Vashti, de cómo Andy se despidió.
"Es muy duro pero a la vez es muy hermoso, el documental es inspirador y edificante, no sólo trata sobre la lucha de un hombre contra una enfermedad terminal, sino también sobre la que es una historia de amor increíble entre él y su esposa." dice Lilibet Foster.

## Filmografía
| Televisión | Televisión                       | Televisión       | Televisión                                                                      |
| Año        | Título                           | Papel            | Notas                                                                           |
| ---------- | -------------------------------- | ---------------- | ------------------------------------------------------------------------------- |
| 2004       | All Saints (serie de televisión) | Matthew Parkes   | "Opening Up" (temporada 2, episodio 7)                                          |
| 2008       | The Strip                        | Charlie Palmer   | Episodio #1.2 (temporada 1, episodio 2) Episodio #1.7 (temporada 1, episodio 7) |
| 2008       | Packed to the Rafters            | Nick Leigh       | "All in the Planning" (temporada 1, episodio 10)                                |
| 2008       | Mcleod's Daughters               | Brett Samuels    | "Nowhere to Hide" (temporada 8, episodio 4)                                     |
| 2010       | Spartacus: Blood and Sand        | Espartaco        | Papel principal                                                                 |
| Películas  |                                  |                  |                                                                                 |
| Año        | Título                           | Papel            | Notas                                                                           |
| 2007       | Gabriel (película)               | Gabriel          | Papel principal                                                                 |
| 2010       | The Clinic (película)            | Cameron Marshall |                                                                                 |